# Cnemolia grisea
Cnemolia grisea là một loài bọ cánh cứng trong họ Cerambycidae.